# Hugo de Ruergue
Hugo de Ruergue (c. 930 - c. 1010) foi um nobre da França medieval, tendo sido detentor do título de barão de Gramat, atual comuna francesa na região administrativa de Sul-Pirenéus, no departamento de Lot.

## Relações familiares
Foi filho de Hugo I de Ruergue (c. 910 - 961), Conde de Quercy e de Guinidilda de Barcelona (c. 915 -?). Casou com Ermetruda de Saint-Pierre filha de Mafredo de Saint-Pierre (c. 880 - 926) e de Ertruda de Aurillac, de quem teve:
1. Ricarda de Rodez casada com Raimundo I de Narbona.[1] [2]
2. Roberto de Castelnau (c. 960 - 1030) casado com Mafrida de Calmont d'olt.